# 清圓唇硬顎近音
清圓唇硬顎近音是子音的一種，在國際音標中的符號是⟨ɥ̊⟩或⟨ɸ͡ç⟩。前者实际上是清双唇硬腭擦音 –是浊圆唇硬腭近音的清音。认为清近音异于清擦音的学者，则将[ɥ̊]归为清双唇硬腭近音。產生的聲音的差距接近兩地在硬腭雙唇。

## 特徴
- 調音方法是無擦通音／近音，即是將舌頭放近另一個調音部位，但不收窄聲腔，故此不會做成湍流。

- 发音部位是圆唇化的硬颚[3]，即以舌根部位抵住软颚，而发音时嘴唇是扩张的，且唇内侧没有显露。软颚位于硬颚后面，近喉咙的一片柔软组织。
- 發聲類型是清音，意味着發音時聲帶並不顫動。
- 本輔音是口腔輔音（口音），表示調音時空氣只從口裡流出。
- 本輔音為中央輔音，調音時氣流在口腔的中央流過舌面，而不從兩側流過。
- 氣流機制是肺部氣流，即由肺與橫膈膜驱动空气。

## 見於
| 语言   | 语言   | 单词 | 国际音标 | 意义 | 注释                              |
| ------ | ------ | ---- | -------- | ---- | --------------------------------- |
| Iaai   | Iaai   |      |          |      | 描述为近音。和浊/ɥ/对立。不突唇。 |
| 卡姆语 | Gamale | ह्व़ा   | [ɥ̊ɐ]     | 猴   | 描述为近音。和浊/ɥ/对立。         |